# Winter World University Games 2023/Nordische Kombination
Bei den Winter World University Games 2023 wurden fünf Wettkämpfe in der Nordischen Kombination ausgetragen.

## Bilanz

### Medaillenspiegel
| Platz  | Land               | 00 | 00 | 00 | Gesamt |
| ------ | ------------------ | -- | -- | -- | ------ |
| 1      | Japan              | 5  | 3  | 1  | 9      |
| 2      | Vereinigte Staaten | 1  | 2  | 2  | 5      |
| 3      | Polen              | –  | 1  | 1  | 2      |
| 4      | Finnland           | –  | –  | 1  | 1      |
| 4      | Ukraine            | –  | –  | 1  | 1      |
| Gesamt | Gesamt             | 6  | 6  | 6  | 18     |

### Medaillengewinner

#### Männer
| Disziplin                         | Gold                             | Silber                               | Bronze                                 |
| --------------------------------- | -------------------------------- | ------------------------------------ | -------------------------------------- |
| Normalschanze / 10 km             | Sakutarō Kobayashi               | Niklas Malacinski                    | Rasmus Ähtävä                          |
| 10 km Massenstart / Normalschanze | Sakutarō Kobayashi               | Niklas Malacinski                    | Evan Nichols                           |
| Normalschanze / Teamsprint        | Evan Nichols / Niklas Malacinski | Takuya Nakazawa / Sakutarō Kobayashi | Dmytro Masurtschuk / Witalij Hrebenjuk |

#### Frauen
| Disziplin                        | Gold         | Silber       | Bronze         |
| -------------------------------- | ------------ | ------------ | -------------- |
| Normalschanze / 5 km             | Haruka Kasai | Yuna Kasai   | Ayane Miyazaki |
| 5 km Massenstart / Normalschanze | Yuna Kasai   | Haruka Kasai | Joanna Kil     |

Mixed
| Disziplin                             | Gold                                             | Silber                                                    | Bronze                                                      |
| ------------------------------------- | ------------------------------------------------ | --------------------------------------------------------- | ----------------------------------------------------------- |
| Mannschaft Normalschanze / 3 × 2,5 km | JapanMachiko Kubota Sakutarō Kobayashi Rin Sobue | PolenNicole Konderla Andrzej Szczechowicz Weronika Kaleta | Vereinigte StaatenCara Larson Niklas Malacinski Erin Bianco |